# أنطونيو أرناوت
أنطونيو دوارتي أرناوت (بالبرتغالية: António Arnault‏) (1936 2018) كان شاعرًا برتغاليًا وكاتبًا وروائيًا وكاتب مقالات ومحاميًا وسياسيًا. كان وزيرا للشؤون الاجتماعية في الحكومة البرتغالية الدستورية الثانية بقيادة ماريو سواريس. يُعتبر أب الخدمة الصحية الوطنية البرتغالية بعد أن وضع أول قانون للصحة الأساسية في البرتغال وساهم في إتاحة الرعاية الطبية للجميع للبرتغاليين.

## حياته
وُلد أنطونيو أرنو في بلدة كومييرا الصغيرة الواقعة في بلدية بينيلا. تخرج في القانون من جامعة كويمبرا عام 1959.

## الحياة السياسية
في عام 1973 أسس مع شخصيات مثل ماريو سواريس أو سالغادو زينها الحزب الاشتراكي في باد مونستريفيل. كان عضوا في مجلس إدارة الحزب حتى عام 1983.
في عام 1975 انتخب عضوا في الجمعية التأسيسية التي كانت مهمتها صياغة الدستور الجديد بعد ثورة القرنفل. كما انتخب لعضوية مجلس الجمهورية عدة مرات.
في عام 1978 أدى اليمين كوزير للشؤون الاجتماعية وعلى الرغم من توليه المنصب لمدة سبعة أشهر فقط أسس الخدمة الصحية الوطنية البرتغالية التي أنشأت أول نظام صحي شامل في البرتغال.
على الرغم من تقاعده من السياسة النشطة كان أنطونيو أرناوت لا يزال صوتًا مؤثرًا في البلاد.